# Внешняя политика Азербайджанской Демократической Республики
Азербайджанская Демократическая Республика — государство, просуществовавшее с 28 мая 1918 года по 28 апреля 1920 года на территории нынешней Азербайджанской Республики.
В Декларации Независимости Национального Совета Азербайджана говорилось, что "Азербайджанская Демократическая Республика стремится установить добрососедские отношения со всеми членами международного общения, а в особенности с сопредельными народами и государствами".

## Внешняя политика
В июле 1918 года генеральным консулом в Баку был назначен по совместительству генеральный консул Украины в Тифлисе Алексей Кулинский, а азербайджанцами находящимися на Украине в Киеве 10 октября 1918 года был создан Комиссариат Азербайджана на Украине во главе Джелилом Садыковым.  8 февраля 1919 года полномочный представитель Украины на Кавказе Иван Красковский передал верительные грамоты Министру иностранных дел Азербайджанской Демократической Республики Фатали Хану Хойскому. Также был назначен новый генеральный консул с резиденцией в Тифлисе и полномочиями на представительство в Азербайджане, Армении и Грузии — Алексей Кулинский, чьи полномочия признанны азербайджанским правительством 5 августа 1919 года.
Персидская делегация во главе с Сеидом Зия эд-Дином Табатабаи посетила Баку для проведения переговоров по различным аспектам, в ходе которых были подчёркнуты общие связи между Азербайджаном и Ираном. С другой стороны, в марте 1919 года персидское правительство представило на Парижской мирной конференции меморандум, в котором потребовал передать Персии весь Азербайджан с городом Баку.
16 июня 1919 года Азербайджанская Демократическая Республика и Грузинская Демократическая Республика подписали первый оборонительный договор против белого движения армии генерала Антона Деникина. Также было заключено Соглашение о техническом сотрудничестве.
18 января 1919 года в Париже началась мирная конференция. 20 января азербайджанские дипломаты прибыли в город. На Парижской мирной конференции — в ответ на признание 12 июня 1919 года Верховным советом Антанты правительства Колчака единственным законным правительством на всем постимперском пространстве, представители теперь суверенных государств — Эстонии, Грузии, Северного Кавказа, Белоруссии, Украины и Азербайджана 17 июня подписали совместную ноту «протеста».
28 мая 1919 года состоялись две встречи азербайджанских дипломатов с представителями США — Топчибашев был принят Генри Моргентау, и.о. заместителя председателя комитета американской помощи на Ближнем Востоке, а затем на Площади Соединенных Штатов № 11 состоялась аудиенция с президентом США Вильсоном. 26 января 1920 года правительство АДР заключило двусторонний договор с США о вывозе нефтепродуктов из АДР в обмен на продовольственную помощь.  
20 марта 1920 году между правительствами Персии и Азербайджана был заключен «договор о дружбе», который предусматривал признание Ираном независимости Азербайджана, а также заключение между обеими сторонами торгово-таможенной, консульской, почтовой, телеграфной и некоторых других конвенций и обмен дипломатическими представителями. 
22 апреля правительство АДР издало закон об учреждении восьми дипломатических миссий АДР в ряде стран, в том числе и США.

### Представители АДР за границей

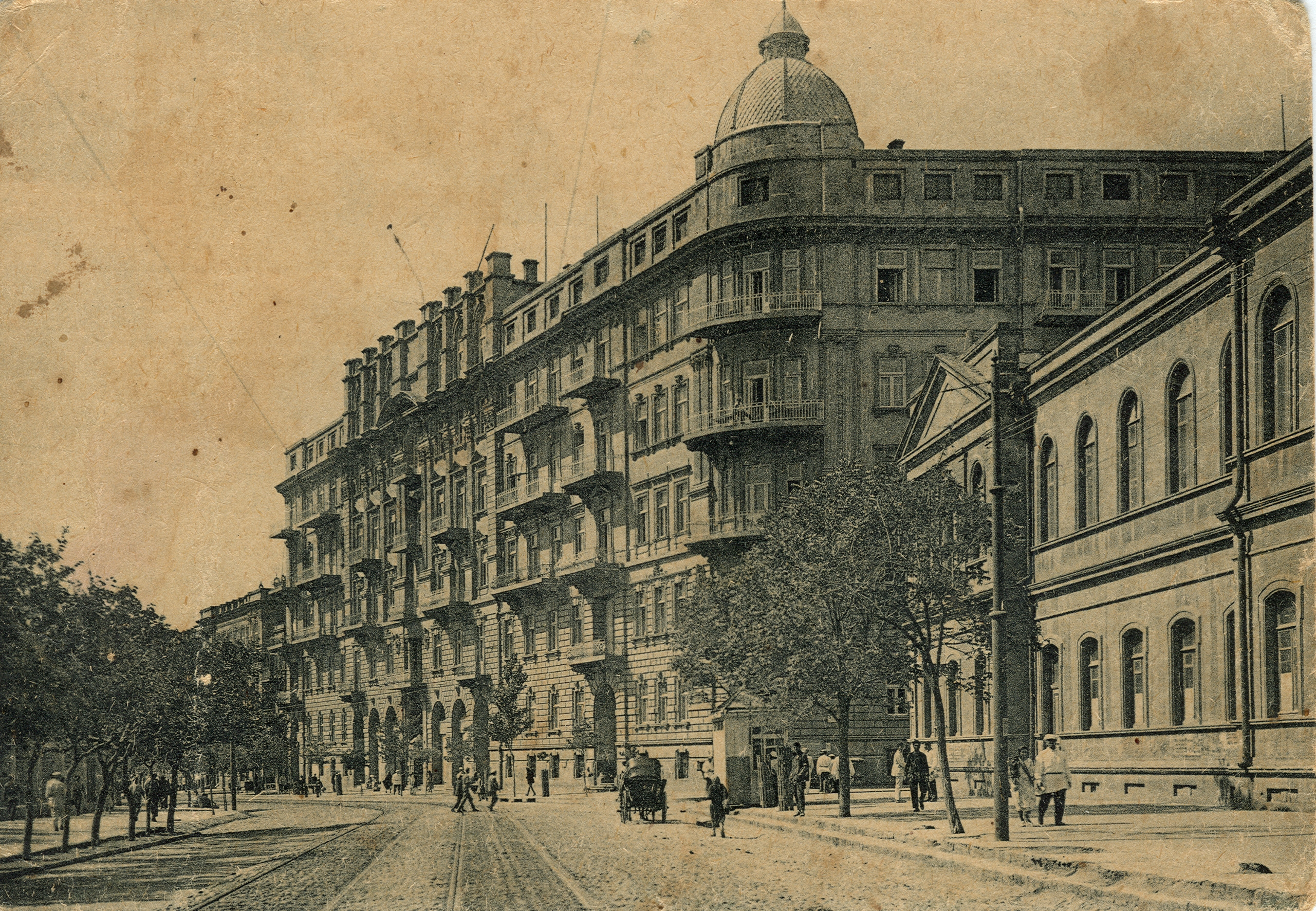
Дом Мирзабекова на улице Николаевской, где в годы АДР располагалась дипломатическая миссия Украины. Начало XX века

| Место           | Дипломатический представитель          | Фото |
| --------------- | -------------------------------------- | ---- |
| Армения         | Абдурахман бек Ахвердов                |      |
| Грузия          | Фарис бек Векилов                      |      |
| Персия          | Адиль Хан Зиядханов                    |      |
| Украина         | консул Джамал Садыхов                  |      |
| Константинополь | Юсиф бек Везиров                       |      |
| Батум           | генеральный консул Махмуд бек Эфендиев |      |
| Крым            | консульский агент Шейх-Али Усейнов     |      |

### Иностранные миссии в АДР
В Баку после образования АДР действовали дипломатические представительства 16 стран: Англия, Армения, Бельгия, Греция, Грузия, Дания, Италия, Литва, Персия, Польша, США, Украина, Финляндия,  Франция, Швейцария, Швеция